# 矢賀村
矢賀村（やがむら）は、かつて広島県安芸郡に存在した村である。明治22年（1889年）の町村制発足により設置され、昭和4年（1929年）4月1日、広島市に編入合併して消滅した。

## 地理
- 旧村域は現在の矢賀地区（「矢賀」を冠する広島市東区の各町）および東山町にほぼ相当する。
- 府中大川に合流する温品川下流西岸に位置し、西部は百足山などの丘陵、東部は川沿いの低地、村の南端は古来「奇観」と称された「岩鼻（巖鼻）」（いわはな）であった。
- 北は安芸郡中山村（現在の東区中山）、東は安芸郡府中村（現府中町）、西と南は広島市尾長村（現在の東区尾長）および大洲町（現在の南区大州）に挟まれる、ごく狭い村域であった。

## 歴史

### 地名の由来
「矢賀」は「矢加」「屋賀」とも書き、鎌倉時代以来の古い地名である。『和名抄』に見える「駅家」（やが）に比定し、古代の駅の所在地とする説（秋長夜話）もある。

### 中世
室町時代には安芸国守護の武田氏の支配下にあり、天文10年（1541年）、大内氏が銀山城を攻撃し武田氏を滅ぼした際、大内軍が武田方である白井氏（府中の領主）攻略のため矢賀・中山・尾長3村の境界にある峠を通り、それが「大内越峠」（おおちごとうげ）の由来になったといわれる。この後、矢賀は太田川河口の戸坂・牛田とともに大内氏から毛利元就に委ねられ、水軍の拠点として毛利氏重臣の児玉氏・乃美氏に宛われた。

### 近世
近世初期の矢賀村では、村の南端である岩鼻の先に広島湾が広がっていたが、次第に東部・南部の干潟が干拓されて新開地となり、耕地が拡大した。この新開地は矢賀新開、ついで蟹屋新開と称され、非常に紛らわしいがのちに広島城下に属し「矢賀村」と呼ばれるようになった（従来の矢賀村は安芸郡）。さらに元禄年間、矢賀新開の東に大須新開（現在の南区大州）が造成されると、従来大内越峠を通っていた西国街道は、岩鼻の南側を通る（そして尾長村・愛宕町・猿猴橋町を通り猿猴橋へと抜ける）ルートに変更され、岩鼻には城下町の東端を示す大門が設置、矢賀村は陸上交通の要地となった。広島城下「矢賀村」は1882年広島区に属し市制施行により広島市に編入された。現在の南区荒神町地区・蟹屋地区・東駅町などに相当する。

### 近代
明治22年（1889年）の町村制発足により安芸郡矢賀村が設置され、大正4年（1915年）には芸備鉄道（現在のJR芸備線）が開通、昭和4年（1929年）矢賀駅が開業した。国道2号（当時 / 現在の広島県道164号広島海田線）近くでは人家が密集、村民の約半数は農業（養鶏・蔬菜栽培などの近郊農業が中心）に従事しており、残りは商工業および広島市内などに通勤する給料生活者であった。そして1929年の広島市編入に至る。

## 沿革
- 1889年4月1日 ： 町村制発足により安芸郡矢賀村が設置。
- 1929年4月1日 ： 広島市に編入し消滅。旧村域は同市「矢賀町」となる。

## 大字
近世以来の「矢賀村」がそのまま町村制による矢賀村へと移行したため、大字は編成されなかったが、比較的大きな集落の名として「上組」（現在の矢賀五丁目・新幹線車輛基地付近）・「市浜」（同・三丁目付近）・「中組」（同・二丁目付近）、「下組」（同・一丁目付近）がある。

## 各種施設・企業（1929年4月時点）
行政機関
- 矢賀村役場 ： 現在の矢賀二丁目・矢賀小の西隣付近に所在した。

学校
- 矢賀村立矢賀尋常小学校 ： 明治5年4月19日「喚醒舎」として設立。合併後広島市立となり、1947年より広島市立矢賀小学校と改称、現在に至る。

## 交通（1929年4月時点）

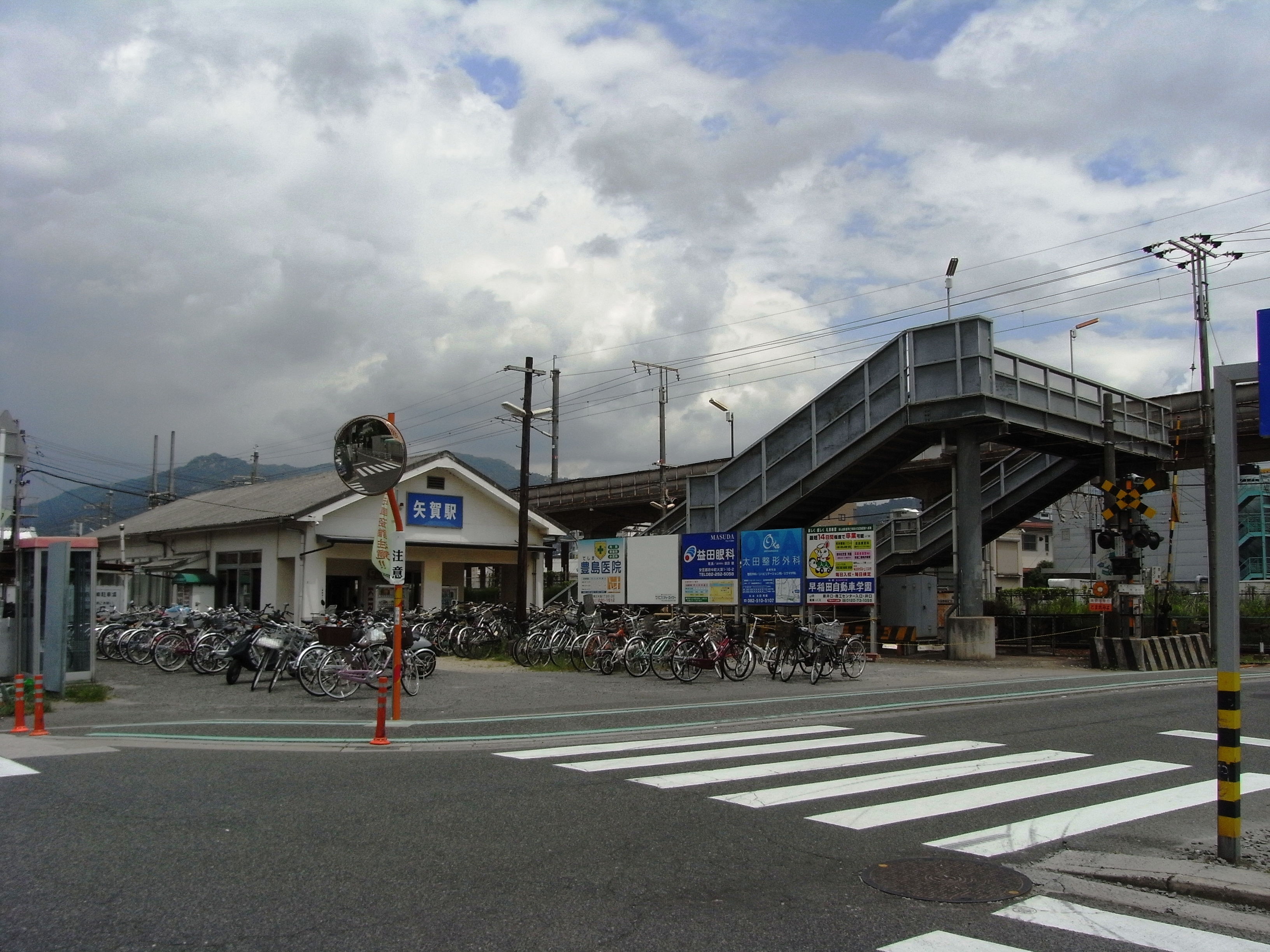
現在の矢賀駅 / 広島市への編入合併直前に開業。

鉄道
- 芸備鉄道（現在のJR芸備線）
  - 矢賀駅 ： 1929年3月20日開業。

## 出身者
- 豊島陽蔵（陸軍軍人、政治家） - 最終階級は陸軍中将。広島市長。
- 増本量 - 金属物理学者。東北帝国大学・東北大学教授。文化勲章受章。

## 合併後の状況
- 現況については矢賀地区を参照されたい。
- 広島市への編入後、旧矢賀村域はそのまま「広島市矢賀町」となった。1940年国鉄広島車輛工場（現在のJR貨物広島車両所）が起工、1942年には府中町と広島市大洲町（現在の南区大州）に挟まれた府中川西岸の低地が矢賀新町として分離した。
- 1972年の町名変更により、矢賀町は大部分が矢賀（一 - 六丁目 / 芸備線およびJR車両工場の近辺）・東山町（岩鼻を中心とする区域）などに分割され、現在は高天原火葬場を中心とする区域のみが住所表示「矢賀町」となっている。

## 関連書籍
- 『広島県の地名』（日本歴史地名大系 第35巻） 平凡社、1982年
- 『角川日本地名大辞典 第34巻 ： 広島県』 角川書店、1987年　ISBN 4040013409